# Sarcocalirrhoe zuercheri
Sarcocalirrhoe zuercheri är en tvåvingeart som beskrevs av Townsend 1928. Sarcocalirrhoe zuercheri ingår i släktet Sarcocalirrhoe och familjen parasitflugor.
Artens utbredningsområde är Paraguay. Inga underarter finns listade i Catalogue of Life.